# Grupo Prerrogativas
O Grupo Prerrogativas é um coletivo formado principalmente por advogados brasileiros, mas também composto por artistas, professores e juristas, ativo desde 2015 e que ganhou projeção nacional principalmente a partir de 2020.
O grupo se formou inicialmente em torno da defesa das prerrogativas profissionais dos advogados no Brasil em resposta às arbitrariedades da Operação Lava Jato e do ex-juiz federal Sergio Moro. Segundo o seu coordenador, o advogado Marco Aurélio de Carvalho, em manifesto publicado no site oficial do grupo, “o Prerrogativas foi criado há cerca de cinco anos, como um grupo fechado no WhatsApp, primeiro para defender as prerrogativas profissionais dos advogados, sistematicamente violadas no Brasil da Lava Jato. Prerrogativas, diga-se, não se confundem com privilégios. Aquelas são as garantias previstas em lei para que advogados possam representar e defender os interesses de seus clientes sem restrições”.
A partir de 2020, o Grupo Prerrogativas ampliou a sua agenda e passou a participar da discussão pública em torno da defesa do Estado Democrático de Direito, o Direito de Defesa, e em oposição ao governo do presidente Jair Bolsonaro. Entre as manifestações do grupo repercutidas pela imprensa nacional estão notas de apoio a ministros do Supremo Tribunal Federal e Tribunal Superior Eleitoral e manifesto em favor do “Superpedido de Impeachment” apresentado ao Congresso Nacional em junho de 2021.
Em setembro de 2022, a atuação do grupo foi perfilada na revista Piauí, que destacou encontro realizado em 26 de julho de 2022 com o ministro Edson Fachin, do STF, então presidente do TSE. Segundo a publicação, “a pauta oficial era apresentar sugestões para conter a violência nas eleições, deixando de lado a animosidade entre as partes. (…) O ministro Fachin, acomodado na ponta, surpreendeu ao usar o encontro para ler um texto enfático, que garantia que o sistema eleitoral brasileiro estava preparado para reagir à violência como arma política.” 

## Prisão em segunda instância
Em outubro de 2019, membros do Grupo Prerrogativas tiveram participação ativa no julgamentos das Ações Diretas de Constitucionalidade (ADCs) 43, 44 e 54 no Supremo Tribunal Federal. As ações, ajuizadas pelo Partido Nacional Ecológico (PEN), atual Patriota, Conselho Federal da OAB e PCdoB, discutiam a prisão depois da confirmação da condenação pela segunda instância e antes do trânsito em julgado. O jurista Lenio Streck, integrante do grupo, foi um dos redatores da ADC 44 da OAB e auxiliou na ADC 54.
Segundo relato publicado na revista Piauí, "No dia 7 de novembro de 2019, depois de cinco sessões, o STF mudou de novo seu entendimento sobre a execução antecipada da pena. “Quando a ministra Rosa Weber, cuja posição era uma incógnita, começou a falar e foi ficando claro que votaria pela mudança de entendimento, alguns de nós choramos”, lembra Juliano Breda." Em seu voto, a ministra citou um trecho da sustentação de Silvia Souza.

## Suspeição do ex-juiz federal Sergio Moro
Uma das principais pautas do Grupo Prerrogativas desde a sua concepção foi a defesa da tese de parcialidade e suspeição do ex-juiz federal Sergio Moro na sua atuação na Operação Lava Jato. A discussão em torno do tema se intensificou a partir de junho de 2019 com a Vaza Jato, o vazamento de conversas entre Moro e o promotor Deltan Dallagnol, além de outros integrantes da operação, divulgadas inicialmente pelo site The Intercept Brasil.
Em resposta às informações divulgadas pela imprensa brasileira, em julho de 2020 o grupo lançou O Livro das Suspeições em versão digital, coleção que reuniu artigos originais de juristas e advogados que atuaram na operação, editado posteriormente em versão física.
Em março de 2021 foi divulgada uma edição complementar com uma nova leva de artigos intitulada O Livro das Parcialidades, também inicialmente em versão digital e posteriormente em edição impressa.
Também em março de 2021, a Segunda Turma do STF reconheceu a parcialidade de ex-juiz Sergio Moro na condenação do ex-presidente Luiz Inácio Lula da Silva no caso do triplex no Guarujá.
De acordo com o jornal Folha de S.Paulo, “integrantes do grupo, como os juristas Lenio Streck, Gustavo Badaró e Aury Lopes Jr., são citados nos votos dos ministros da Segunda Turma do STF que consideraram Moro parcial e, portanto, suspeito para conduzir os processos do petista”.
Em junho de 2021 a decisão foi confirmado pelo Plenário do Supremo Tribunal Federal, por 7 votos a 4.

## Carta em defesa da democracia
Em agosto de 2022, o Prerrogativas atuou como um dos grupos articuladores da apresentação pública da Carta em Defesa da Democracia, que ocorreu na Faculdade de Direito da USP, em São Paulo, com a presença de juristas, personalidades e integrantes da sociedade civil. Também participaram a Ordem dos Advogados do Brasil (OAB), a União Nacional dos Estudantes (UNE), a Articulação dos Povos Indígenas do Brasil (Apib), o Movimento dos Trabalhadores Sem-Teto (MTST), o Movimento dos Trabalhadores Rurais Sem Terra (MST) e a Associação Brasileira de Imprensa (ABI).

## Lives
O Grupo Prerrogativas lançou o seu site oficial em novembro de 2019 e a partir de maio de 2020 iniciou uma série de transmissões ao vivo em seu canal no YouTube que, até julho de 2021, havia recebido entre seus convidados ministros do STF, governadores, senadores, deputados e até o youtuber Felipe Neto. 
Entre os participantes estão os ministros do STF Luís Roberto Barroso, Dias Toffoli, Gilmar Mendes, Alexandre de Moraes e Cármen Lúcia, o presidente da Câmara dos Deputados Arthur Lira e o presidente da Senado Federal Rodrigo Pacheco, o Procurador-Geral da República Augusto Aras, e o Senador Otto Alencar (PSD-BA), membro da comissão da CPI da COVID-19.
"Em uma dessas transmissões ao vivo no canal do grupo no YouTube‚ o procurador-geral da República, Augusto Aras, revelou que os procuradores da Lava Jato de Curitiba haviam criado uma caixa-preta com dados que não podiam ser acessados nem pela Corregedoria-Geral da instituição", relatou a revista Piauí.

## Livros
- Lenio Luiz Streck; Marco Aurélio de Carvalho, eds. (agosto de 2020), O livro das suspeições: o que fazer quando sabemos que Moro era parcial e suspeito?, ISBN 978-65-00-07047-7, Wikidata Q104035356
- Marco Aurélio de Carvalho; Lenio Luiz Streck; Carol Proner; Fabiano Silva dos Santos, eds. (março de 2021), O Livro das Parcialidades, ISBN 978-65-86823-94-3, Wikidata Q107531023,
- Lamachia, Claudio; Vasconcelos do Carmo, Jarbas; Lisandro Telles, Cassio; Magalhães, Luiz Felipe Mallmann de. Caravana das Prerrogativas: em noma da Advocacia Plena, Respeitada e Independente. Editora Conselho Federal da OAB. Brasília/DF. 2018